# Saint-Antoine (Gironde)
Saint-Antoine (okzitanisch Sent Antòni) ist eine ehemalige französische Gemeinde mit 369 Einwohnern (Stand: 1. Januar 2022) im Département Gironde in der Region Nouvelle-Aquitaine. Sie gehörte zum Arrondissement Blaye und zum Kanton Le Nord-Gironde. 
Seit dem 1. Januar 2016 ist Saint-Antoine mit Aubie-et-Espessas und Salignac Teil der Gemeinde Val de Virvée.

## Geografie
Saint-Antoine liegt etwa 23 Kilometer nordnordöstlich von Bordeaux und gehörte mit einer Fläche von 18 Hektar zu den kleinsten Gemeinden Frankreichs.

## Bevölkerungsentwicklung
| 1962                       | 1968 | 1975 | 1982 | 1990 | 1999 | 2006 | 2012 |
| -------------------------- | ---- | ---- | ---- | ---- | ---- | ---- | ---- |
| 184                        | 244  | 247  | 341  | 296  | 285  | 432  | 387  |
| Quellen: Cassini und INSEE |      |      |      |      |      |      |      |

## Sehenswürdigkeiten

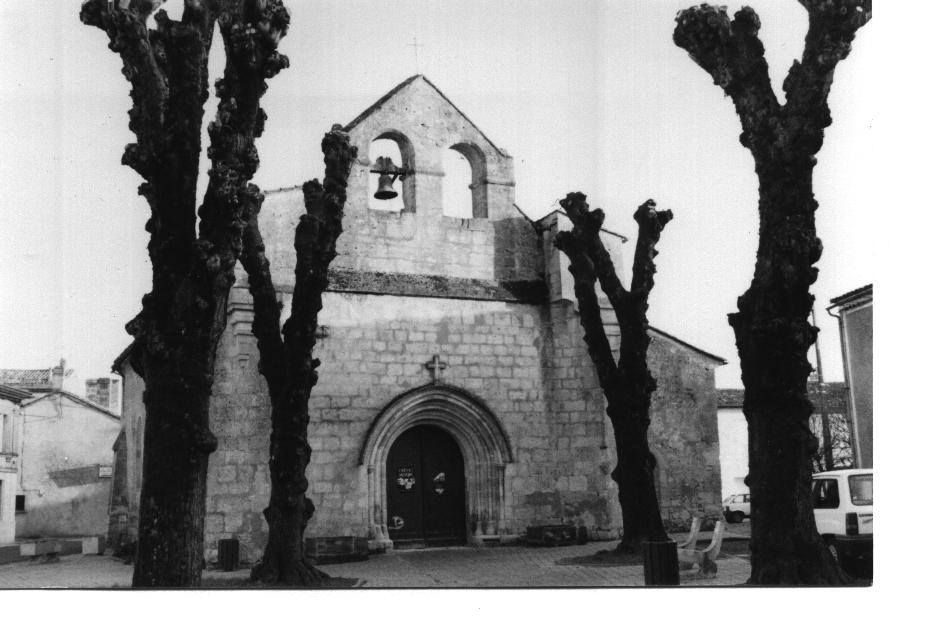
Kirche Saint-Antoine

- Kirche Saint-Antoine